# Изабела-Клара Испанска
Изабела-Клара-Евгения Хабсбург-Испанка е испанска инфанта и щатхалтер на Испанска Нидерландия.

## Биография
Изабела-Клара-Евгения е родена на 12 август 1566 в Сеговия, Испания. Тя е дъщеря на испанския крал Филип II Испански и принцеса Елизабет Валоа. На 18 април 1599 Изабела-Клара-Евгения се омъжва за първия си братовчед, ерцхерцог Албрехт VII Австрийски. Това е поредният политически брак между роднини в рода на Хабсбургите. Двамата братовчеди имат три деца, които умират рано:
- Филип
- Алберт
- Ана-Мавриция

От 1601 г. съпругът ѝ e назначен от Филип III Испански за щатхалтер на Испанска Нидерландия, длъжност, на която Алберт остава до смъртта си през 1621 г. След смъртта му длъжността щатхалтер на Испанска Нидерландия е поета от самата Исабела-Клара.
Инфанта Изабела-Клара-Евгения умира на 1 декември 1633 г. в Брюксел.